# Главы Феодосии
В списке представлены известные по документальным источникам главы исполнительной власти Феодосии, Каффы, Кефе и Феодосии соответственно в Генуэзской Газарии, Османской империи, Российской империи, в СССР, при немецкой оккупации Феодосии в 1941—1944 годах, при Украине и в Российской Федерации.

## Российская империя
Со времени существования Феодосийского градоначальства вместе с должностью феодосийского градоначальника существовала выборная должность городского головы, в Российской империи это доверенное лицо горожан, представлявшее их интересы перед государственными учреждениями, глава городского самоуправления.
Должность учреждена императрицей Екатериной II в 1766 году. Нахождение в должности головы называется «головством». Должность упразднена после Октябрьской революции 1917 года. В условиях власти Крымского краевого правительства, ВСЮР и П. Н. Врангеля в Крыму продолжали избираться до 1920 года.
Ниже представлен список городских голов Феодосии в 1790-1917 году и городских голов назначенных немецкими оккупационными властями в 1941-1944 годах. Архивные данные не позволяют установить по ряду лиц полной информации.
В дальнейшем исполнительную власть в городе осуществляли Председатели Феодосийского горисполкома.
| Городские головы Феодосии при Российской империи, Крымском краевом правительстве и ВСЮР | Городские головы Феодосии при Российской империи, Крымском краевом правительстве и ВСЮР | Городские головы Феодосии при Российской империи, Крымском краевом правительстве и ВСЮР | Городские головы Феодосии при Российской империи, Крымском краевом правительстве и ВСЮР | Городские головы Феодосии при Российской империи, Крымском краевом правительстве и ВСЮР |
| год                                                                                     | Фамилия, имя, отчество                                                                  | должность                                                                               | сословие, чин                                                                           | изображение                                                                             |
| --------------------------------------------------------------------------------------- | --------------------------------------------------------------------------------------- | --------------------------------------------------------------------------------------- | --------------------------------------------------------------------------------------- | --------------------------------------------------------------------------------------- |
| 1790                                                                                    | Манацаканов Авердин                                                                     |                                                                                         |                                                                                         |                                                                                         |
| 1803                                                                                    | Бодерджи, Георгий                                                                       | Городской голова                                                                        |                                                                                         |                                                                                         |
| 1809                                                                                    | Цырули Ставро Юрьевич                                                                   | Городской голова                                                                        | Подпоручик (коллежский асессор в 1821 г.)                                               |                                                                                         |
| 1810                                                                                    | Цамутали                                                                                | Городской голова                                                                        | Дворянин                                                                                |                                                                                         |
| 1811                                                                                    | Галлера, Варфоломей (по другим данным Галлера, Ангелий Варфоломеевич)                   | Городской голова                                                                        | Дворянин                                                                                |                                                                                         |
| 1819                                                                                    | Бодеджи Георгий                                                                         | Городской голова                                                                        |                                                                                         |                                                                                         |
| 1819                                                                                    | Тамара, Иван                                                                            | Городской голова                                                                        | Греческий переселенец, 1-й гильдии купец                                                |                                                                                         |
| 1822                                                                                    | Тамара, Иван                                                                            | Городской голова                                                                        |                                                                                         |                                                                                         |
| 1823                                                                                    | Лоренцов, Яков                                                                          | Городской голова                                                                        |                                                                                         |                                                                                         |
| 1830                                                                                    | Лоренцев                                                                                | Городской голова                                                                        | Коммерции советник                                                                      |                                                                                         |
| 1831                                                                                    | Лоренцев                                                                                | Городской голова                                                                        |                                                                                         |                                                                                         |
| 1834                                                                                    | Тамара                                                                                  | Городской голова                                                                        |                                                                                         |                                                                                         |
| 1836                                                                                    | Николич Г.                                                                              | Городской голова                                                                        |                                                                                         |                                                                                         |
| 1851                                                                                    | Абдул-Гамид Менгли-Газы                                                                 | Городской голова                                                                        |                                                                                         |                                                                                         |
| 1854                                                                                    | Вейс, Григорий                                                                          | Городской голова                                                                        | Купец                                                                                   |                                                                                         |
| 1856                                                                                    | Биянки, Франческо                                                                       | И.д. городского головы                                                                  | Гласный городской думы                                                                  |                                                                                         |
| 1857 1860                                                                               | Дигопик (Дегоник), Яков                                                                 | Городской голова                                                                        | Купец                                                                                   |                                                                                         |
| 1858                                                                                    | Сувашов Ованес                                                                          | Городской голова                                                                        |                                                                                         |                                                                                         |
| 1860 1863                                                                               | Дуранте, Антонин Леонардович                                                            | Городской голова                                                                        | Купец                                                                                   |                                                                                         |
| 1862                                                                                    | Бейм, Исаак Абрамович                                                                   | И.д. городского головы                                                                  | Кандидат                                                                                |                                                                                         |
| 1863 1869                                                                               | Крым, Самуил Авраамович                                                                 | Городской голова                                                                        | Потомственный почётный гражданин                                                        |                                                                                         |
| 1869 1871                                                                               | Алтунжи Осип Петрович                                                                   | Городской голова                                                                        |                                                                                         |                                                                                         |
| 1871 1875                                                                               | Султан-Крым-Гирей Николай Александрович                                                 | Городской голова                                                                        |                                                                                         |                                                                                         |
| 1873                                                                                    | Алтунжи Манук Петрович                                                                  | Городской голова                                                                        |                                                                                         |                                                                                         |
| 1885 1888                                                                               | Алтухов Владимир Николаевич                                                             | Городской голова                                                                        |                                                                                         |                                                                                         |
| 1895                                                                                    | Дуранте Иосиф Викентьевич                                                               | Городской голова                                                                        |                                                                                         |                                                                                         |
| 1899 1902 1906                                                                          | Дуранте, Леонард Антонинович                                                            | Городской голова                                                                        |                                                                                         |                                                                                         |
| 1906 1910                                                                               | Крым Аарон Яковлевич                                                                    | Городской голова                                                                        |                                                                                         |                                                                                         |
| 1910 1914                                                                               | Алмалиев Семён Николаевич                                                               | Городской голова                                                                        |                                                                                         |                                                                                         |
| 1914 1916                                                                               | Дуранте Фердинанд Густавович                                                            | Городской голова                                                                        |                                                                                         |                                                                                         |
| 1916 1917                                                                               | Петров Дмитрий Владимирович                                                             | Городской голова                                                                        |                                                                                         |                                                                                         |
| 1917                                                                                    | Перек Михаил Казимирович                                                                | Городской голова                                                                        |                                                                                         |                                                                                         |
| 1918 1919                                                                               | Бианки Виктор Иванович                                                                  | Городской голова                                                                        |                                                                                         |                                                                                         |
| 1919                                                                                    | Николаенко Н. М.                                                                        | Городской голова                                                                        |                                                                                         |                                                                                         |
| 1919. 1920                                                                              | Любимов Алексей Алексеевич                                                              | Городской голова                                                                        |                                                                                         |                                                                                         |

## В СССР
| год                               | Фамилия, имя, отчество   | должность                                           |
| --------------------------------- | ------------------------ | --------------------------------------------------- |
| 1921                              | Гончаров И. В.           | председатель исполкома Феодосии                     |
| 1921-1922                         | Русанов                  | председатель райревкома Феодосии                    |
| 1923                              | Козлов                   | председатель исполкома Феодосии                     |
| 23 января 1937 — 14 мая 1937      | Долгинов                 | председатель Феодосийского горсовета                |
| 14 мая 1937 — 27 сентября 1937    | Иванов С.                | председатель Феодосийского горсовета                |
| 27 сентября 1937 — 21 января 1938 | Плешков Ф.               | председатель Феодосийского горсовета                |
| 21 января 1938 — 15 сентября 1938 | Ильченко                 | председатель Феодосийского горсовета                |
| 15 сентября 1938—1941             | Фёдор Кузьмич Нескородов | председатель Феодосийского исполнительного комитета |

## Немецкая оккупация. Бургомистры
| год                        | Фамилия, имя, отчество             |
| -------------------------- | ---------------------------------- |
| с 5.11.1941                | Николай Иванович Андржеевский      |
| с 15.12.1941 по 29.12.1941 | Василий Софронович Грузинов        |
| 1942                       | Иннокентий Александрович Пежемский |
| 1943                       | И. С. Харченко                     |
| 1943 — 1944                | Евгений Фёдорович Данилов          |

## Городские руководители в РСФСР и УССР 1944—1991 годах
| период                         | ФИО                             |
| ------------------------------ | ------------------------------- |
| 28 апреля 1944 — ноябрь 1944   | Ф. К. Нескородов                |
| ноябрь 1944 — январь 1945      | Д. Е. Геронин                   |
| с 1945 по декабрь 1946         | Михаил Александрович Коротин    |
| 19 декабря 1946—1953           | Алексей Георгиевич Челноков     |
| с 1953 по 1963                 | Зиновий Васильевич Суханов      |
| март 1963—1965                 | Владимир Ильич Бражников        |
| 28 июля 1965—1971              | Дмитрий Дементьевич Вершков     |
| 10 мая 1971—1973               | Сазыкина, Людмила Ивановна      |
| 26 декабря 1973 — февраль 1982 | Иван Андреевич Польщиков        |
| 28 февраля 1982—1983           | Евгений Васильевич Костюк       |
| март 1983 — июль 1987          | Георгий Иванович Барышев        |
| июль 1987—1990                 | Валерий Анатольевич Матюхин     |
| 04 апреля 1990 — ноябрь 1995   | Дмитрий Константинович Новицкий |

## На Украине (до 1998 председатели исполкома горсовета, с 1998 городские головы Феодосии)
| период                          | ФИО                             | Фото |
| ------------------------------- | ------------------------------- | ---- |
| 04 апреля 1990 — ноябрь 1995    | Дмитрий Константинович Новицкий |      |
| ноябрь 1995 — 10 апреля 1998    | Евгений Васильевич Костюк       |      |
| 29 апреля 1998 — 8 марта 2008   | Владимир Александрович Шайдеров |      |
| ноябрь 2008 — 27 июля 2013      | Александр Владимирович Бартенев |      |
| 29 июля 2013 - 28 сентября 2014 | Щепетков, Дмитрий Сергеевич     |      |

## В России

### Председатели Феодосийского городского совета - Главы муниципального образования городской округ Феодосия
| период                        | ФИО                             | Фото |
| ----------------------------- | ------------------------------- | ---- |
| Сентябрь 2014 — 31.08.2017    | Гевчук Светлана Николаевна      |      |
| 31.08.2017 - 18.01.2019       | Титаренко Владимир Валентинович |      |
| 18.01.2019 - 19 сентября 2024 | Сердюкова, Анжела Владимировна  |      |
| 20 сентября 2024 - н.в.       | Козырев, Иван Васильевич        |      |

### Главы администрации города Феодосии
| период                                       | ФИО                             | Фото |
| -------------------------------------------- | ------------------------------- | ---- |
| 28 сентября 2014 – 23 декабря 2015           | Щепетков, Дмитрий Сергеевич     |      |
| 23 декабря 2015 – 17 июня 2016 врио          | Ачкасов, Дмитрий Владимирович   |      |
| июль 2016 — октябрь 2017                     | Крысин, Станислав Николаевич    |      |
| октябрь 2017 — 2019                          | Фомич Сергей                    |      |
| 01.2019 -10.2019, ио                         | Бовтуненко, Сергей Николаевич   |      |
| 7 октября 2019 – 30 октября 2019, врио       | Хренов, Александр Евгеньевич    |      |
| 11.2019 - 10.2021                            | Бовтуненко, Сергей Николаевич   |      |
| 29 октября 2021 - 10 декабря 2021, ио        | Дорош Светлана Анатольевна      |      |
| 1 декабря 2021 - 28 июля 2022                | Лебедев, Андрей Викторович      |      |
| 29 июля 2022 - 12 августа 2022, ио           | Некрасова, Юлия Сергеевна       |      |
| 13.08.2022 - 11.2022 ио 11.2022 - 01.10.2023 | Попенков, Владимир Владимирович |      |
| 10.2023 - 12.2023 ио 21.12.2023 - 10.04.2025 | Ткаченко, Игорь Николаевич      |      |
| 15.04.2025 ио 03.06.2025 - н.в.              | Ким, Владимир Алексеевич        |      |